# Sumeček americký
Sumeček americký (Ameiurus nebulosus; Lesueur, 1819), v češtině lidově též "truman", je ryba z čeledi sumečkovitých. Jedná se o teplomilnou rybu. Bývá často uváděn jako invazivní nepůvodní druh s dopadem na původní druhy ryb. Působí predačním tlakem na okolní ekosystém.

## Synonyma
- Amiurus nebulosus
- Ictalurus nebulosus (Lesueur, 1819)

## Popis
Nápadně podobný našemu nejznámějšímu sumci, sumci velkému. Podobně jako u sumce má sumeček širokou hlavu s velkou tlamou a tělo má pokryté holou kůží bez šupin. Liší se od něj především velikostí, ale také počtem vousů. Zatímco sumec velký má 6 vousů (tři páry), sumeček americký má vousů 8 (čtyři páry). Dva páry vousků má na horní čelisti, z nichž jeden pár větších vousků vyrůstá z koutků úst a druhý pár menších vousků je v těsné blízkosti očí. Na dolní čelisti se vyskytují 4 vousky. U hřbetních a břišních ploutví můžeme pozorovat silný trnovitý první paprsek. Dále je mezi hřbetní a ocasní ploutví výrazná tuková ploutvička jako u lososovitých ryb. Sumeček americký má u báze prsních ploutví jedovou žlázu a píchnutí se o tvrdý paprsek této ploutve je poměrně bolestivé. Zbarvení je hnědavé a na bocích bývá světlejší, až mramorované. Je všežravý (omnivorní) a jeho potravní preference se mění podle sezónní nabídky. Jedná se o eurytermní druh, který zvládne tolerovat teplotu až 37 °C. Optimální teplotní rozmezí u tohoto druhu je 20-30 °C, proto je v letních měsících jeho aktivita nejvyšší. Snáší velmi dobře znečištěné vody s nízkou hladinou rozpuštěného kyslíku. Proto byl tento druh nasazen do rybníků s obsádkou kaprů. 

## Životní cyklus
Sumeček americký je krátkověký rybí druh. Klimatické podmínky stanovišť ovlivňují dobu tření, které většinou nastává od dubna do července. Samec společně se samicí v chráněných pobřežních mělčinách budují mělké hnízdo a následně vylíhlý potěr střeží.  Dospívá se 2-3 letech a v našich podmínkách se dožívá 3-6 let. V porovnání se sumcem je jeho růst na našem území podstatně pomalejší. Rychlost růstu samců a samic se nijak neliší. Potravní aktivita blízce souvisí s rychlostí růstu, kdy je nejrychlejší v létě, zatímco v zimě je minimální.
V našich podmínkách při prvním roku života dosahuje 60-100 mm celkové délky a váha činí 5-10 g. Druhým rokem přirůstá o 10-50 mm, tudíž jeho délka dosahuje 110-150 mm a váží 15-60 g. A ve třetím roce má délku 140-190 mm a 40-110 g. V našich vodách byla nejvyšší uváděná hmotnost 750 g a délka dosahuje v ojedinělých případech až 35 cm. IGFA (The International Game Fish Association) uvádí maximální dosaženou délku ve světě 55 cm a hmotnost 2 740 g.

## Potrava
Sumeček americký má velmi pestrou potravu, která je složená hlavně z vodního hmyzu, brouků, korýšů či ryb. Pokud se vyskytuje ve znečištěném prostředí, tak jí larvy pakomárů, organické zbytky a máloštětinatce. Juvenilní jedinci se živí zooplanktonem, následně bentickými organismy, larvami pakomárů, lasturnatkami, vodulemi, chrostíky a měkkýši. Dospělci se mohou stravovat drobnými rybami, raky nebo čolky. Rostlinou číst jejich jídelníčku mohou tvořit nejrůznější zbytky vyšších rostlin a řas. Největší stravovací aktivitu mají sumečci v průběhu večera a noci. Naopak přes den se vyskytují především u dna a odpočívají. Nejméně přijímají potravu v zimním období. 

## Areál rozšíření
Původní areál rozšíření zahrnoval Severní Ameriku, východně od Skalistých hor, od kanadských jezer po Mexický záliv. Dovozem byl rozšířen do takřka celého světa, kde je mnohdy považován za invazivní druh. V ČR se vyskytuje v nejteplejších oblastech a dává přednost pomalu tekoucím či stojatým prohřátým vodám v nížinných oblastech. Vyhledává především tůně, říční ramena nebo meliorační kanály bohaté na vodní porosty s písečným či bahnitým dnem. Ukrývá se u dna nebo podél břehů v hloubce do tří metrů. Větší hloubku vyhledává především během zimy, kdy se zavrtává do bahna. Tuto metodu často volí i v období vodního deficitu. V některých řekách tvoří dokonce dominantní druh.
Introdukce tohoto druhu proběhla na konci 19. stoleti v mnoha evropských státech. Roku 1890 byl záměrně dovezen na Třeboňsko, kde byl chován především pro konzumaci. Zjistilo se, že mimo svůj původní areál rozšíření nedorůstá do velikostí, díky které by byl hospodářsky významný. Největší import proběhl na našem území až v polovině minulého století. Momentálně se sumeček vyskytuje spíše lokálně s nejvyšší početností v oblasti dolního a středního Labe. Méně hojný je v povodí Moravy a zřídka i Odry.

## Podobné druhy
Podobným druhem, který se rovněž šíří Evropou, je sumeček černý (Ameiurus melas). V ČR byl jeho výskyt ve volných vodách potvrzený poprvé v roce 2008. Tyto druhy mají velmi podobnou morfologii a komplikovaně se rozlišují. V České republice je sumeček americký považován za více rozšířený druh než je sumeček černý.